# ミリオンアーサー アルカナブラッド
『ミリオンアーサー アルカナブラッド』は、エクサム開発・スクウェア・エニックス発売によるアーケードゲーム。2017年11月21日稼働開始。ジャンルは対戦型格闘ゲーム。
本作はスマートフォンゲーム『拡散性ミリオンアーサー』を原作としており、ミリオンアーサーシリーズでは初めてのアーケード作品となる。
2018年11月にはPlayStation 4版が発売されたほか、2019年6月21日にはSteam版が発売された。

## あらすじ
イギリスに来た男女2人の交換留学生が、アーサー王の遺跡を通じて「ミリオンアーサー」シリーズ本編の世界へ転送され、妖精の導きにより新たなアーサーとなる。
グィネヴィアが、彼らの持つ観光ガイドブックを歴史書と勘違いしたことから、未来の歴史家が来たといううわさにまで発展し、ついには自分たちが2人にアーサーと認められたい者たちによって武闘大会まで開かれてしまう。

## システム
本作の操作体系は、レバー1本と弱・中・強の3ボタンに加え、属性攻撃用のボタンが用意されている。属性攻撃はキャラクターごとに異なるものが割り当てられており、追加ダメージ付与や体力回復などの特殊効果をもたらす。
このほかにも、キャラクターを一時的に強化する「因子覚醒（エンチャントブースト）」や、攻撃している相手を吹き飛ばす「限界突破（リミットブレイク）」などのシステムもあり、格闘ゲームとしてはオーソドックスだとみる批評家もいる。

## キャラクター

### プレイアブルキャラクター
二刀アーサー
声 - ランズベリー・アーサー
本作オリジナルキャラクターで、イギリスに来た交換留学生の一人。
居合アーサー
声 - 上坂すみれ
本作オリジナルキャラクターで、イギリスに来た交換留学生の一人。
山猫アーサー
声 - 竹達彩奈
出典：『叛逆性ミリオンアーサー』
盗賊アーサー
声 - 佐倉綾音
出典：『乖離性ミリオンアーサー』
アーサー -剣術の城-
声- 宮野真守
出典：『拡散性ミリオンアーサー』
第二型ビスクラヴレット
声- 井澤詩織
出典：『拡散性ミリオンアーサー』
ゼクス・ジークフリード
声 - 梶裕貴
出典：『デッキメイクミリオンアーサー』
帝国がアーサーに対抗すべく生み出した存在の一人だが、諸事情により帝国を去っている。
ニムエ
声 - 小倉唯
出典：『拡散性ミリオンアーサー』
虚無型エターナル・フレイム
声 - 長妻樹里
出典：『拡散性ミリオンアーサー』
特異型スノーホワイト
声 - 雨宮天（スノーホワイト）、大塚明夫（こびとさん）
出典：『拡散性ミリオンアーサー』
美女の姿をした騎士で、本人に戦闘能力はないものの、「こびとさん」こと「七つの影」と呼ばれる従者たちが戦う。
異界型 咲山小梅
声 - 悠木碧
出典:『LORD of VERMILION IV』
異界型 八神庵
声 - 星野貴紀
出典：『THE KING OF FIGHTER XIV』
異界型 リース
声 - 小松未可子
出典：『聖剣伝説3』
『聖剣伝説3』のリースの因子をもとに生み出された戦士。

### サポートキャラクター
弱酸型エル
声 - 井口裕香
出典：『弱酸性ミリオンアーサー』
支援型エニード
声 -井口裕香
異界型 大野晶
出典：『ハイスコアガール』
声 - 鈴代紗弓
複製型アーサー -技巧の場-
声 - 佐藤利奈
出典：『拡散性ミリオンアーサー』
複製型ファルサリア
声 - 茅野愛衣
出典：『乖離性ミリオンアーサー』
統制型グィネヴィア
声 - 伊瀬茉莉也
出典：『拡散性ミリオンアーサー』

## 開発
プロデューサーの琢磨尚文は、意外性を狙って本作を開発したと、JAEPO2017で行われた4Gamer.netとのインタビューの中で話している。
キャラクターの選定は人気の度合いとバトルのコンセプトを基準として行われたものの、原作では大勢のキャラクターが登場するため、琢磨はキャラクターの選定に苦労したと振り返っている。
たとえば、スノーホワイトは、「いかつい大男のような投げキャラ」が好まれるという理由から、彼女の従者である七つの影をそれに見立てる形で選ばれた。
ゼクス・ジークフリードは開発中止となった『デッキメイクミリオンアーサー』からのキャラクターであり、琢磨はせっかく作った作品を腫物扱いにするのは我慢ならず、いつかは世に出したいと思っていたことを参戦の理由として挙げている。
また、琢磨は2019年に行われた『乖離性ミリオンアーサー』5周年記念座談会の中で、『聖剣伝説3』のリースを参戦させた理由について、「『ミリオンアーサー』っていろいろな作品とコラボをしていて、“もはやなんのゲームなのかわからない”ということですらもアイデンティティだったりするじゃないですか。それは生かしたいなって思いました。」と語っており、自分がかつて『聖剣伝説 RISE of MANA』の運営プロデューサーをしていたことも一因だとしている。なお、実装に当たっては、『聖剣伝説』シリーズプロデューサーの小山田将に許可を得、監修も小山田が担当した。
さらに、他社作品である『THE KING OF FIGHTERS XIV』の八神庵について、琢磨はもともとSNKの小田泰之と何か面白いことをしようと話し合い、相互にキャラクターを貸し出す結果となったと振り返っている。